# Carne e Osso (álbum de Taiguara)
Carne e Osso é o sétimo álbum de estúdio do cantor, compositor e instrumentista brasileiro Taiguara, lançado em 1971 no Brasil. O álbum foi o primeiro a ter uma música de Taiguara a ser censurada. A faixa "A Ilha" (referência a Cuba), pôde ser lançada no LP, porém teve sua reprodução vetada pela ditadura brasileira.
Foi relançado em CD em 1997 pela gravadora EMI (hoje Universal Music) na série "Portfolio", em conjunto com os álbuns Viagem (1970) e Piano e Viola (1972).

## Faixas
Todas as faixas escritas e compostas por Taiguara, exceto quando referenciado.. 
| Lado A |                             |                                       |         |  |
| N.º    | Título                      | Compositor(es)                        | Duração |  |
| 1.     | "Berço de Marcela"          |                                       | 3:47    |  |
| 2.     | "Virgem dos Olhos de Vidro" |                                       | 3:30    |  |
| 3.     | "Momento do Amor"           |                                       | 5:08    |  |
| 4.     | "Bicicletas, etc..."        | Eduardo Souto Neto e Geraldo Carneiro | 2:35    |  |

| Lado B |                        |                |         |  |
| N.º    | Título                 | Compositor(es) | Duração |  |
| 5.     | "Carne e Osso"         |                | 3:51    |  |
| 6.     | "No Colo da Nuvem"     |                | 3:21    |  |
| 7.     | "Amanda"               |                | 3:03    |  |
| 8.     | "A Ilha"               |                | 2:42    |  |
| 9.     | "Sarro de 30 Segundos" |                | 0:32    |  |

## Equipe

### Músicos
- Taiguara - Voz, piano, teclado
- Eduardo Souto Neto - Arranjo e piano na faixa 4
- Laércio de Freitas - Arranjo de Orquestra nas faixas 2 e 8
- Lindolfo Gaya - Arranjo de Orquestra nas faixas 1, 3-7
- Adilson Werneck - bateria
- Gilson
- Albertinho
- Chiquito Braga - guitarra elétrica
- Nivaldo Ornelas - Saxofone soprano

### Produção de Estúdio
- Adelson do Prado - Ilustração do pôster
- Antônio Guerreiro - fotos de capa e contracapa
- Joel Cochiara - layout
- Lindolfo Gaya - Direção musical
- Z. J. Merky - direção técnica
- Nivaldo Duarte - técnico de gravação
- Reny L. Lippi - técnico de laboratório